# Patrick Gabarrou
Pour les articles homonymes, voir Gabarrou.
Pas d'image ? Cliquez ici
Patrick Gabarrou est un alpiniste, guide de haute-montagne et conférencier français né le 19 juillet 1951 à Évreux.

## Biographie
Patrick Gabarrou, né le 19 juillet 1951 à Évreux, a passé son enfance en Seine-et-Marne et a fait des études en philosophie à l'Université de la Sorbonne dont il est sorti diplômé en 1973. Il est marié et a une fille.
Au cours de son adolescence, il découvre la montagne lors de randonnées dans les Pyrénées. En 1972, il commence à 20 ans à grimper dans la forêt de Fontainebleau et en falaise au Saussois. Dès sa première année d'ascensions en montagne, il enchaîne avec de grandes courses à Chamonix : éperon de la Brenva au mont Blanc, face nord de l'aiguille de Triolet et pilier Bonatti à l'aiguille du Dru.
Pendant 10 ans, il est responsable d'un service de sécurité des pistes de ski. Champion de France de ski-alpinisme en 1989, Patrick Gabarrou est avant tout un glaciériste de haut niveau, même s'il a participé à nombre de premières rocheuses de haute difficulté. Il est l'un des ouvreurs les plus actifs de sa génération : 300 premières, dont une quinzaine sur le prestigieux mont Blanc. Il est aussi l'auteur de plusieurs itinéraires dans la très difficile face nord des Grandes Jorasses, mais aussi dans des massifs moins connus comme le massif de l'Argentera. Patrick Gabarrou a également gravi des sommets en Bolivie, Alaska, Canada, Patagonie et dans l'Himalaya.
De 1990 à 1994, Patrick Gabarrou est président de l'ONG Mountain Wilderness, association internationale dont le but principal est la sauvegarde de la montagne, sous tous ses aspects.
Il a été conseiller technique de marques de matériel d'alpinisme.
Dénonçant ce qu'il qualifie de camps de torture et d'extermination et le génocide tibétain, Patrick Gabarrou donne le nom de Tibet libre à la voie qu'il a ouverte en octobre 1996 avec Philippe Batoux en face sud du Triolet. En 1996, il s'oppose à une expédition franco-chinoise controversée sur la face nord de l'Everest au Tibet, contribuant à son annulation.
Durant l'hiver 2007, il est victime d'un accident en escalade glaciaire qui lui occasionne une côte et une vertèbre cassées ainsi qu'une perforation du poumon.
En août 2024, 52 ans après sa première ascension du mont Blanc (par l'éperon de la Brenva) et 40 ans après l'ouverture de Divine Providence au Grand Pilier d'Angle, Patrick Gabarrou réalise ce qu'il annonce comme être sa dernière ascension du mont Blanc : sur le versant Miage du mont Blanc, il ouvre avec Clément Dumont et Clément Parisse une nouvelle voie rocheuse au milieu de la face nord-ouest de la pointe Louis-Amédée. Il nomme cette voie « Marie, porte du ciel ».

## Principales ascensions

### Nouvelles voies aux Grandes Jorasses
- Directissime de la Walker, avec Hervé Bouvard, 5 jours en été 1986
- Directissime de la Margerita, avec Christian Appertet, 3 jours en été 1992
- Alexis (en mémoire d’Alexis Long) à la pointe Whymper, avec Benoît Robert, en 3 jours en été 1993
- A Lei, 850 mètres, A3, 6b, VI, 5+, M5+, avec Philippe Batoux et Benoît Robert, février 2003
- Heidi, 850 mètres, A3, VI, 4+R, M5+, 5c avec Philippe Batoux et Christophe Dumarest, 17-21 mars 2005
- Hugues d'en haut (en hommage à Hugues d'Aubarede) le 22 septembre 2008 avec Michel Coranotte

### Nouvelles voies au mont Blanc

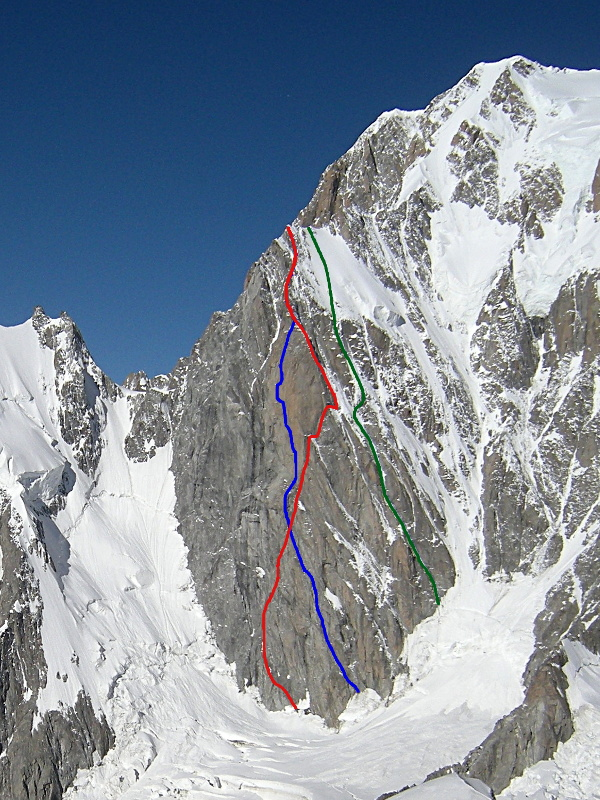
Le Grand Pilier d'Angle avec, en bleu, la voie Divine Providence ouverte en juillet 1984

- Hyper Couloir au mont Blanc, 700 m, V, 6, avec Pierre-Alain Steiner, en mai 1982
- Divine Providence, 900 m, ABO inf, avec François Marsigny, 5-7 juillet 1984 (itinéraire actuellement le plus difficile)
- Cascade Notre Dame, 700 m, V, WI6, avec François Marsigny, 1984
- Freneysie Pascale, 700 m, VI, WI6 R, avec François Marsigny, 1984
- Abominette, 700 m, IV, 5.8, WI3, avec Christophe Profit et Sylviane Tavernier, 1984
- Fantomastic, 700 m, V, WI6, avec François Marsigny, 1985
- Patagonic, 700 m, M6, V+, WI6, A1, avec Christophe Dumarest, 2003

### Autres réalisations
- 1992 : Aux amis disparus dans le Cervin avec Lionel Daudet
- 1977 : première descente à ski de la face nord du col de Peuterey avec Jean-Marc Boivin
- 1993 : Il ouvre une nouvelle voie au piz Bernina sur l'éperon ouest en compagnie de Tobias Heymann. Ils qualifient la voie de « très, très recommandable et magnifique avec un rocher très, très bon »[7].
- 2015 : Il termine une nouvelle voie dans la face sud du Cervin appelée Padre Pio, une échelle vers le ciel[2].

## Filmographie
- 2006 : Patrick Gabarrou, pèlerin des cimes, réalisé par Fabrice Maze, co-produit par KTO et Seven Doc.
- 2009 : Sur le fil de l'amitié